# Thomas Finchum
Thomas Finchum (Indianapolis, 1º dicembre 1989) è un tuffatore statunitense.

## Biografia
Nel 2007 ha partecipato con i colori della nazionale statunitense ai mondiali di nuoto di Melbourne e ha vinto la medaglia di bronzo nei tuffi sincronizzati dalla piattaforma 10 metri con il compagno David Alasdair Boudia. I due con 463,56 punti hanno chiuso alle spalle della coppia cinese composta da Huo Liang e Yue Lin e a soli 3,60 punti dai russi Dmitry Dobroskok e Gleb Sergeevič Gal'perin.
Ai XV Giochi Panamericani di Rio de Janeiro, sempre dalla piattagorma 10 m ha vinto la medaglia d'oro. Con Boudia, ha preceduto i cubani José Antonio Guerra ed Erick Fornaris Álvarez.
Nel 2008 alle Olimpiadi di Pechino ha gareggiato dalla piattaforma 10 m sia nei tuffi sincronizzati che nell'individuale.
Nel sincro, dopo una gara molto equilibrata condotta con Boudia, ha ottenuto 440,64 punti che gli hanno valso il quinto posto dietro a Cina (468,18), Germania (450,42), Russia (445,26) e Australia (444,84). La medaglia di bronzo, finita ai russi Gleb Galperin e Dmitriy Dobroskok, è sfuggita di soli 4,62 punti.
Nel concorso individuale ha condotto una gara a due facce: molto bene nel turno qualificatorio e nella semifinale, dove ha ottenuto la qualificazione con il settimo posto, e mai in gara nella finale, dove ha totalizzato solo 412,65 punti chiudendo con il dodicesimo posto a oltre 120 punti dall'australiano Matthew Mitcham (537,95).

## Palmarès
- Mondiali

Melbourne 2007: bronzo nel sincro 10 m.
Roma 2009: argento nel sincro 10 m.
- Giochi panamericani

Rio de Janeiro 2007: oro nel sincro 10 m.